# 帕恰诺
帕恰诺（義大利語：Paciano），是意大利佩鲁贾省的一个市镇。总面积16.83平方公里，人口968人，人口密度57.5人/平方公里（2009年）。ISTAT代码为054036。